# Richard Schwab
Richard Schwab (* 8. Januar 1917; † 6. September 1981 in Nürnberg) war ein deutscher Fußballspieler. 1936 wurde er mit dem 1. FC Nürnberg deutscher Fußballmeister.
Schwab gehörte bereits als Jugendfußballspieler dem 1. FC Nürnberg an. Zu Beginn der Fußballsaison 1934/35 rückte er als Stürmer in die 1. Männermannschaft der Franken auf. Nach einem Meisterschaftsspiel gegen den FC Bayern München im Oktober 1934 urteilte sein Trainer Hans Kalb: „Schwab muss noch viel lernen. Er ist kräftig genug und hat keine Veranlassung vor dem Gegner zu kneifen.“ Seine erfolgreichste Saison absolvierte Schwab 1935/36, profitierte dabei aber von einer schweren Knieverletzung des etatmäßigen Linksaußenstürmers Willi Spieß. So kam Schwab an dessen Stelle zunächst in zwei Endrundenspielen um die deutsche Meisterschaft 1936 zum Einsatz. Im Vorrunden-Gruppenspiel 1. FC Nürnberg – Stuttgarter Kickers erzielte er als Linksaußen den 2:0-Endstand für den Club. Schwab wurde auch im Endspiel am 21. Juni 1936 gegen Fortuna Düsseldorf als Linksaußenstürmer eingesetzt. Mit einem 2:1-Sieg nach Verlängerung wurde der 1. FC Nürnberg zum sechsten Mal deutscher Fußballmeister, Schwab gewann seinen ersten und einzigen Titel im deutschlandweiten Fußballbetrieb.
Nach der Genesung von Spieß rückte Schwab wieder in das zweite Glied zurück und schied bereits zum Saisonende 1936/37 beim 1. FC Nürnberg aus. In seinen drei Jahren beim Club war Schwab lediglich auf 20 Pflichtspiele gekommen. Seinen Lebensunterhalt verdiente er als gelernter Metzgermeister im Geschäft seiner Eltern.